# Павле Вагич
Па́вле Ва́гич (швед. Pavle Vagić, нар. 24 січня 2000, Мальме, Швеція) — шведський футболіст сербського походження, центральний півзахисник клубу «Гаммарбю».

## Ігрова кар'єра

### Клубна
Павле Вагич народився у Мальме в родині переселенців із Сербії. З шестирічного віку Павле почав займатися футболом в академії місцевого клубу «Мальме». У квітні 2017 року футболіст підписав з клубом молодіжний контракт на два роки. І в жовтні того року зіграв першу гру в основі «Мальме» в чемпіонаті Швеції.
У серпні 2018 року футболіст продовжив контракт з клубом на три з половиною роки й майже одразу відбув в оренду до клубу Супереттан «Єнчепінг Седра». Після цього футболіст майже постійно знаходився в оренді в різних шведських клубах. Тільки перед сезоном 2021 року Вагіч повернувся до «Мальме» і той сезон став чемпіонським для клуба і для гравця.
Але сезон 2021 року Вагіч не дограв у Швеції і в серпні відбув до норвезького «Русенборга», з яким підписав контракт на чотири з половиною роки. Загалом у Норвегії футболіст провів лише 20 матчів і вже через рік влітку 2022 року повернувся до Швеції, де приєднався до столичного «Гаммарбю», уклавши угоду до кінця 2026 року.

### Збірна
Павле Вагич провів 11 матчів у складі молодіжної збірної Швеції.
10 червня 2022 року футболіст отримав виклик на матч національної збірної Швеції в рамках Ліги націй проти команди Норвегії. Але того разу Вагіч залишився в резерві й на поле не виходив.

## Титули
Мальме
 Чемпіон Швеції: 2021